# 5 Colours in Her Hair
"5 Colours In Her Hair" (em português:  "5 Cores No Cabelo Dela") é o single de estréia da banda britânica de pop rock McFly, lançado em 29 de março de 2004 pela Island Records. Foi escrita pelos dois vocalistas da banda, Tom Fletcher e Danny Jones, e por James Bourne, na época integrante da banda Busted. 5 Colours In Her Hair vendeu 49.511 cópias na primeira semana de lançamento no Reino Unido, alcançando o topo do UK Singles Chart, onde permaneceu na semana seguinte. Também chegou à posição #7 na Irlanda.
A letra da canção foi inspirada na caracterização da atriz Emily Corrie para a personagem Suzanne Lee, na série As If. A personagem utilizava dreadlocks coloridos.

## Faixas e formatos
| CD 1 MCSTD40357 |                         |         |  |
| N.º             | Título                  | Duração |  |
| 1.              | "5 Colours in Her Hair" | 2:58    |  |
| 2.              | "Lola" (com Busted)     | 4:13    |  |

| CD 2 MCSXD40357 |                                 |         |  |
| N.º             | Título                          | Duração |  |
| 1.              | "5 Colours in Her Hair"         | 3:00    |  |
| 2.              | "Saturday Nite"                 | 2:48    |  |
| 3.              | "The Guy Who Turned Her Down"   | 3:58    |  |
| 4.              | "5 Colours in Her Hair (Video)" | 3:00    |  |

| 7" vinil MCS40357 |                         |         |  |
| N.º               | Título                  | Duração |  |
| 1.                | "5 Colours in Her Hair" | 2:58    |  |
| 2.                | "Lola" (com Busted)     | 4:13    |  |

## Vídeo musical
McFly gravou o vídeo musical de "5 Colours in Her Hair" antes do Natal de 2003. Simon Amstell gravou uma entrevista e filmou os bastidores da gravação do vídeo para seu programa na época, Popworld.
O vídeo começa introduzindo os membros da banda de uma maneira cômica, trocando os nomes de Danny e Dougie. Também apresenta a banda tocando em cenários diferentes, cantando sobre uma garota com cinco cores no cabelo. Eventualmente, é mostrada uma garota com essa característica, assistindo a banda tocar a canção na televisão. A banda a chama para se juntar a eles, e ela então "entra" na televisão, onde os acompanha ao lado de um público. Eles também gravaram várias cenas conhecidas, em tributo a algumas de suas influências, como os Beatles e Beach Boys.

## Paradas musicais
| Parada (2004)       | Melhor posição |
| ------------------- | -------------- |
| UK Singles Chart    | 1              |
| Irish Singles Chart | 7              |

### Paradas de final de ano
| Parada (2004)        | Posição |
| -------------------- | ------- |
| UK Chart of the Year | 32      |

## Versão dos Estados Unidos
Uma versão remixada da canção foi criada para a trilha sonora do filme Just My Luck, álbum de estréia da banda nos Estados Unidos. Além do remix, também fizeram pequenas alterações na letra. Essa versão foi incluída no single Please, Please, no Reino Unido, assim como na Deluxe fan edition da coletânea All the Greatest Hits.